# 桜ヶ丘体育館 (飛騨市)
桜ヶ丘体育館（さくらがおかたいいくかん）は、岐阜県飛騨市神岡町にある市営の体育館である。2009年（平成21年）4月1日から2012年（平成24年）3月31日までは指定管理団体Make a Smaile Kamioka(M.A.S.K.)が管理運営を行っていた。
近隣の小中学校13校の児童を対象にしたスポーツクラブ「わくわくスポーツクラブ」や、空手の「和道会神岡道場」の活動拠点となっている。

## 施設
- 体育館 - 可能種目：バレーボール（3面）、バスケットボール（2面）、バドミントン（6面）、テニス（2面）、その他。
- 卓球場
- 柔道場
- 剣道場
- トレーニングルーム

## 概要
- 休館日：月曜日（祝日の場合はその翌日）、年末年始（12月29日〜1月3日）
- 開館時間：8時00分〜22時00分
- 所在地：〒503-2419 岐阜県飛騨市神岡町桜ヶ丘1-2